# Beverly Whipple
Pour les articles homonymes, voir Whipple.
Beverly Whipple est une sexologue américaine, coauteur notamment de The G-Spot and other discoveries about human sexuality (1981), ouvrage ayant fait découvrir la notion de point G au grand public.